# Leopárdfóka

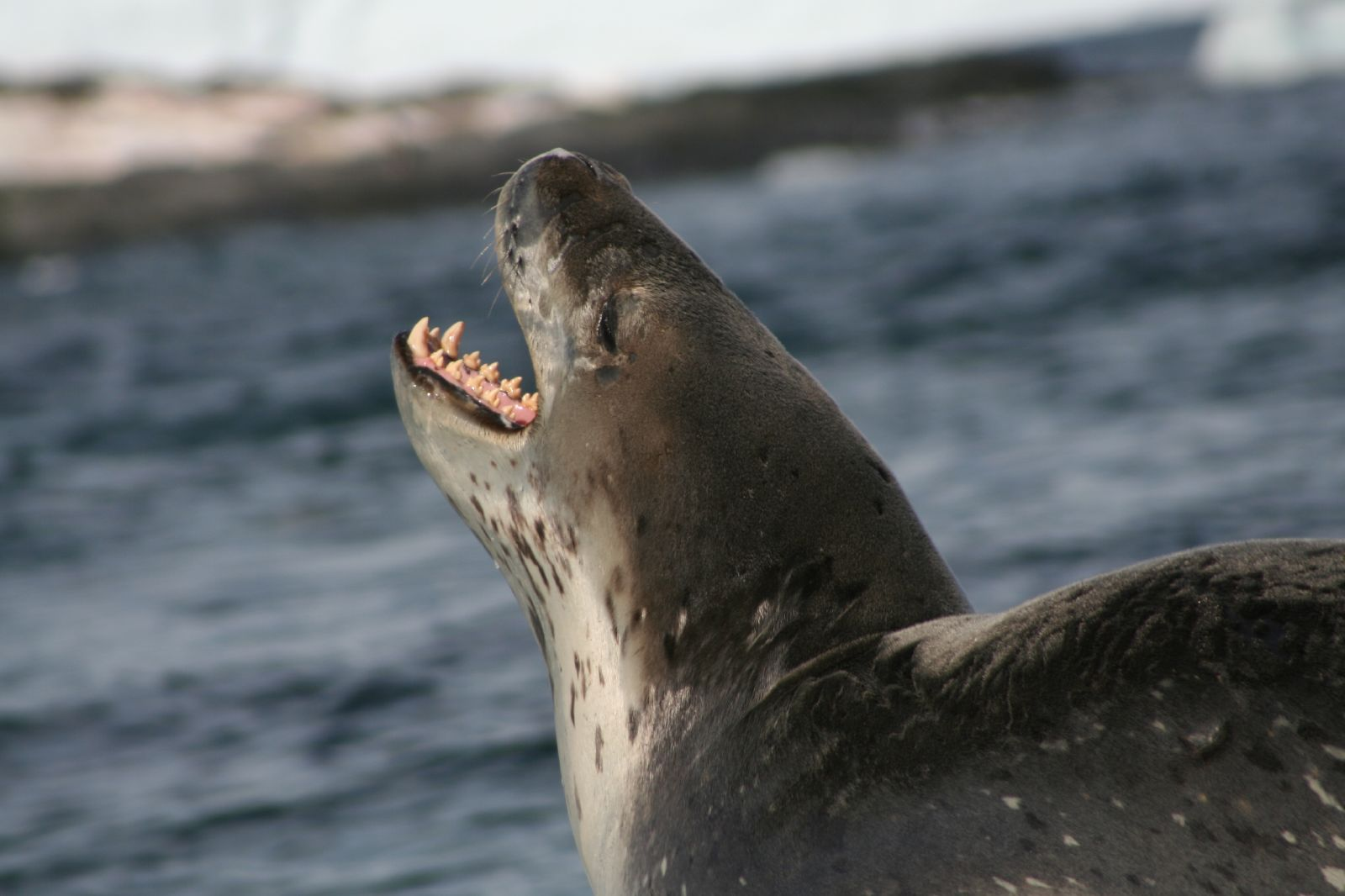

A leopárdfóka (Hydrurga leptonyx) antarktiszi ragadozó, a fókafélék (Phocidae) családjába tartozik. Rendszertani nemének egyetlen faja, a déli elefántfóka után élőhelyének legtermetesebb fókaféléje. Bár táplálékának zömét krill képezi, reputációját inkább meghatározza a pingvinekre és fókákra vadászó félelmetes ragadozó imázsa – neve is onnan ered, hogy vadászképességeit és foltos mintázatát a leopárdéhoz hasonlították.

## Előfordulása
A Déli-sarkvidéket körülvevő arktikus és szubarktikus óceánok lakója, bár egy-egy (főleg fiatal) példány alkalomadtán eljut Dél-Afrika, Tűzföld, Új-Zéland, Tasmania vagy éppen Dél-Ausztrália partjaiig. Élete zömét a vízben tölti, csak a párzási időszakban és vedléskor mászik ideiglenesen partra. Elterjedési területének kiterjedését nagyban befolyásolja, hogy egyes években mekkora a jégtakaró.

## Megjelenése
A leopárdfóka tekintélyes méretű: hossza 2-3,5 méter között változik (átlagosan 240–340 centiméter), testtömege meghaladhatja a fél tonnát (átlagosan 240-600 kilogramm). A tehenek némileg nagyobbra nőnek a bikáknál.
A fajt a vízi állatokra jellemző színezetű szőrzet borítja: háta sötétszürkés, az oldalán és a hasán viszont világosabb. Testét helyenként foltok tarkíthatják. Testfelépítése áramvonalas, háta erősen ívelt, ami gyors úszást tesz lehetővé. Mellső úszói szokatlanul nagyok és erőteljesek, és ellentétben a többi fókával, elsősorban ezek párhuzamos evezésével hajtja magát előre.
A leopárdfóka legsajátosabb testrésze a rövid, masszív nyakon ülő feje, amely inkább egy hüllőre, mintsem egy fókára emlékeztet: feje ugyanis szokatlanul robusztus és nagy, állkapcsa pedig kifejezetten erős, benne jól látható erős és hatékony tépőfogazata. Speciális zápfogai legközelebbi rokonához, a rákászfókához hasonlóan a krill kiszűrésére alkalmasak.

## Életmódja
A kifejlett leopárdfókák az év nagy részét magányosan töltik, a fiatalabb egyedek télire gyakrabban vonulnak szubarktikus szigetekre, míg az idősebb állatok inkább maradnak a jégpáncél peremén. Ez táplálkozásukkal is összefügg: a fiatal példányok inkább krillt fogyasztanak, míg a kifejlett állatok előszeretettel vadásznak pingvinekre és fókákra (elsősorban fiatal rákászfókákra). Ismereteink szerint táplálékuk 45%-át krill, 30%-át más fókák, 10%-át pingvinek, a maradékot egyéb állatok teszik ki.
Előszeretettel vadásznak lesből. Halakat és puhatestűeket is fogyasztanak, illetve rájárnak a különféle bálna- és fókatetemekre. Táplálkozási szokásaik miatt nem szükséges mélyre merülniük, a leghosszabb feljegyzett víz alatt töltött idő a faj esetében 15 perc.
A zsákmány megtalálásában kiváló látásuk és szaglásuk segíti őket a víz alatt is. A leopárdfókák hangadása változatos, általában különféle testhelyzetekkel párosul, és több dolgot kifejezhet (agresszió, nőstények fogékonysága stb.). Természetes ellensége gyakorlatilag egyedül a kardszárnyú delfin.
Táplálékuk összetétele nemcsak életkoruktól, hanem az évszaktól függően is más és más. Decemberben és januárban nemcsak fejlábúakkal és halakkal egészül ki téli főtáplálékuk, a krill, hanem más fókafajtákkal is: elsősorban az éppen elválasztott rákászfókák kicsinyei esnek a szélesre nyitható száj és erőteljes állkapocs áldozatává. Január második felében és februárban azután a pingvinek kerülnek az étlapra. Mivel a szárazföldön nehézkesen mozognak, táplálékukat előszeretettel fogyasztják el a vízben.

## Szaporodása

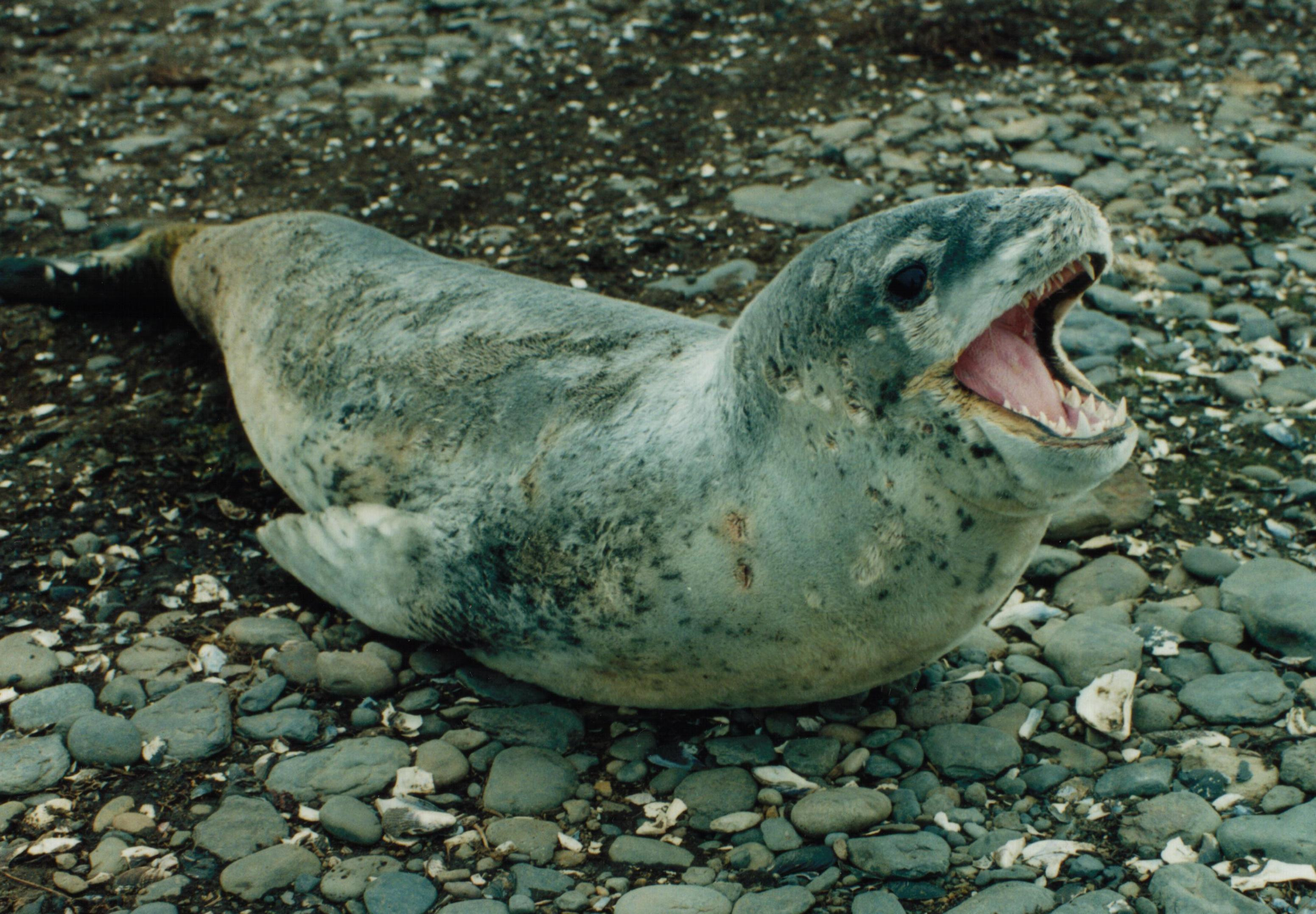
Fiatal leopárdfóka a Kerguelen-szigeteken

A leopárdfókák szaporodásáról kevés biztos adattal rendelkezünk. A zömmel vízben tartózkodó leopárdfókák csak a novembertől februárig terjedő párzási, illetve az ezt követő vedlési időszakban tartózkodnak huzamosabb ideig a parton, de ekkor sem alakítanak a többi fókához hasonló, zajos telepeket – mindössze néhány egyed, gyakran csak egy-egy pár bukkan fel egy partszakaszon. A párzás maga a vízben történik, ezt követően a bikák magukra hagyják a teheneket, és valószínűleg több tehenet is megtermékenyítenek egy időszak során.
A megtermékenyített petesejt kéthónapnyi késleltetéssel ágyazódik be, így a kilenc hónapig tartó vemhesség után az egyetlen borjú szeptember-január között jön világra (az ellések zöme október-novemberre esik). A jégbe ásott üregben világra jött borjakat születésükkor tömött szürke bunda borítja, méretük már ekkor is tekintélyes: átlagosan 150–160 centiméter hosszúak és 30–35 kilogrammos a testtömegük. Az anyaállat kb. négy hétig szoptatja kicsinyét, akivel önállósulásáig együtt marad. Az első évben a kölykök halálozási aránya mintegy 25%-os.
A fiatal nőstények 3-7, a hímek 4-7 éves korban válnak ivaréretté. A leopárdfókák akár 26 évig is élhetnek.

## A leopárdfóka és az ember

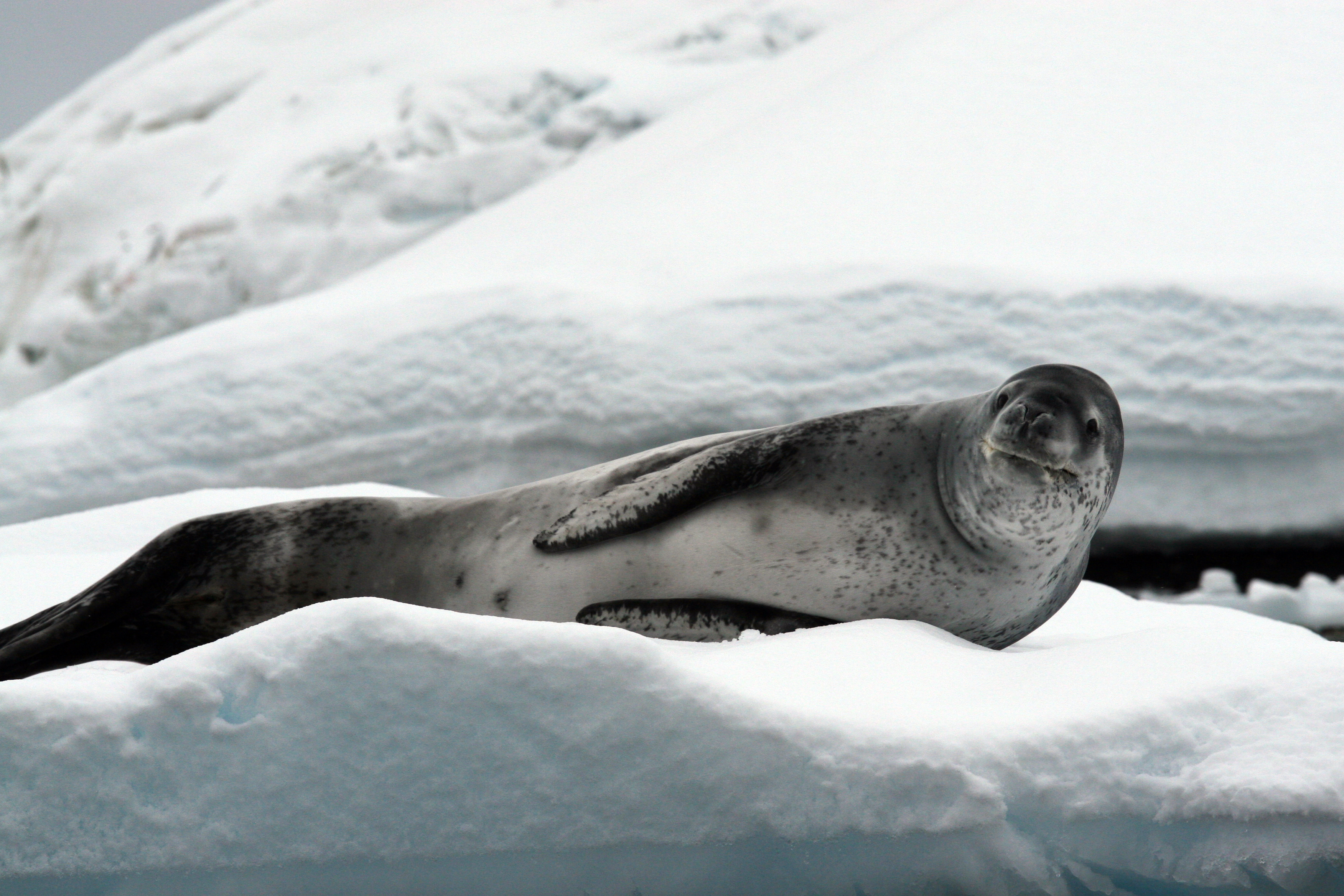
Jégtáblán pihenő leopárdfóka

A fókavadászat jóval kevésbé érintette a leopárdfókát, mint szebb bundájú rokonait, és egyéb gazdasági haszna sem lévén, állományai a mai napig nagyrészt háborítatlanok. A sarkkutatók körében a 19. század óta számos történet kering leopárdfóka-támadásról, melyek többsége valószínűleg koholmány, de több hiteles esetről is tudomásunk van. Többször haraptak már meg gumicsónakokat is. Eddigi ismereteink szerint egyetlen halálos kimenetelű támadás történt, 2003-ban. A fókák mindemellett többnyire békésen és kíváncsian szemlélik az emberek tevékenységét, a kutatók pedig igyekeznek biztonságos távolságot tartani tőlük.

## Védettsége
Mivel élőhelye háborítatlan, az emberi tevékenység pedig közvetlenül nem veszélyezteti (olykor-olykor kísérleti célból fognak be egy-egy példányt), kilátásai jónak mondhatók. A Természetvédelmi Világszövetség épp ezért nem minősíti veszélyeztetettnek. Példányszáma egyes becslések szerint 220–440 ezer között mozog.